# Нейштадт Яків Ісайович
Яків Ісайович Нейшта́дт (рос. Яков Исаевич Нейштадт; 6 жовтня 1923, Москва — 23 березня 2023) — ізраїльський, а раніше радянський і російський шахіст, шаховий літератор, журналіст та історик. Редактор журналу «64» (1977—1979). Майстер спорту СРСР (1961), міжнародний майстер ІКЧФ (1971), заслужений міжнародний майстер ІКЧФ (2003), суддя всесоюзної категорії (1975).

## Життєпис
Під час радянсько-німецької війни лейтенант гвардії Яків Нейштадт командував стрілецьким взводом, брав участь у боях під Харковом, Кривим Рогом, Кіровоградом, у Молдові. У 1942 і 1944 роках був поранений. Нагороджений орденом Червоної Зірки.
Після демобілізації закінчив юридичний факультет МДУ. Відповідальний секретар журналу «Шахматы в СССР» (1955—1973), редактор журналу «64» (1977—1979). Був членом Союзу журналістів СРСР.
Учасник чемпіонату Москви 1956 з традиційних шахів. Очолював другу збірну СРСР у півфіналах VII (1968—1972) і VIII (1972—1977) заочних олімпіад.

## Творчість
Відомий шаховий історик і теоретик. Автор, зокрема, таких книг:
- Шахматы до Стейница
- Принятый ферзевый гамбит
- Отказанный ферзевый гамбит
- Первый чемпион мира
- 250 ловушек и комбинаций
- Некоронованные чемпионы
- По следам дебютных катастроф
- Шахматный практикум
- Шахматный университет Пауля Кереса
- Зигберт Тарраш
- Каталонское начало
- Жертва ферзя
- Дебютные ошибки и поучительные комбинации
- Стейниц. Искатель истины
- Когда не жаль ферзя
- Ваш решающий ход

Його твори видавали закордоном, зокрема, в Аргентині, Болгарії, Великій Британії, НДР, Іспанії, США, Франції, ФРН, Швеції.